# Năsal (fromage)
Pour les articles homonymes, voir Năsal.
Le Năsal est un fromage très caractéristique qui vient de la région de Cluj, en Roumanie, et tire son nom du village où il est produit. C'est un fromage à pâte molle fait à partir de lait de vache (matière grasse 45 %, sel max. 3 %), et qui possède un goût aromatisé et piquant, ainsi qu'une forte odeur. Il convient très bien comme apéritif ou dessert, avec des légumes, fruits, et différentes boissons alcoolisées (vin, champagne, cognac, whisky). Il est unique au monde grâce aux propriétés de fermentation spécifiques conférées par la grotte naturelle de Țaga, où il a été affiné jusqu'en mai 2013, date à laquelle la Société Napolact a arrêté sa production, faute de commandes.

## Histoire
La légende veut qu'au début du siècle, la région de Țaga était sous le contrôle d'un propriétaire fort puissant et riche. Tous les champs de céréales, ainsi que les troupeaux d'animaux, lui appartenaient. Les paysans qui y vivaient était très pauvres, et n'avaient pratiquement rien à manger. Ne pouvant plus souffrir cette situation, certains paysans décidèrent de voler un peu du fromage du propriétaire, et pour éviter de se faire prendre le cachèrent dans une grotte près du village de Năsal. Pour que les choses se calment, ils décidèrent de ne pas se dépêcher de récupérer le fromage. Les semaines passèrent, jusqu'au jour où un des paysans y retourna pour voir le fromage et s'attendait à le voir pourri et immangeable. À sa grande surprise, il n'y avait pas de trace de pourriture, au contraire le fromage luisait d'une nouvelle croûte rouge-orangée. Il y goûta, prêt à le recracher, mais en dépit de l'odeur très forte, le fromage eut un très bon goût. Après que ces méfaits arrivèrent aux oreilles du propriétaire, il punit les coupables, et décida d'y stocker son fromage aussi. Ainsi est né le fromage de Năsal, avec lequel le propriétaire épatait ses invités avec son goût unique.
La grotte n'a que 20 mètres de long et l'entrée ne laissant passer qu'un homme à la fois, le sol était humide en permanence. En 1954, la production industrielle fut entamée dans une maisonnette située à l'entrée de la grotte. Puis, en 1971, la grotte fut agrandie, du béton fut coulé sur le sol, le courant électrique y fut introduit. La grotte n'avait nullement besoin de stabilisateur de température, ni de traitement chimique étant donné que tout au long de l'année, il y règne une température constante de 14 degrés Celsius. Le conduit mesure aujourd'hui une centaine de mètres de long, et bien qu'un tunnel plus long et plus large fut construit, la fameuse bactérie ne se développe que sur une certaine partie de la grotte qui ne peut être étendue. De plus, la bactérie se dépose naturellement sur le fromage, sans avoir besoin d'y être introduite artificiellement comme c'est le cas dans la plupart des fromages de ce genre. De même, des conditions identiques ont été créées en laboratoire pour essayer de reproduire ce fromage ailleurs dans le monde, mais sans succès, ce qui fait du Năsal un fromage unique au monde. De ce fait la production annuelle est très limitée, et la demande à travers le monde entier est bien plus grande que l'offre. Malheureusement, pour essayer de répondre à la demande, la période d'affinage du fromage est réduite et ce au détriment de la qualité finale du produit qui ne parvient plus à maturité au moment où il est vendu.

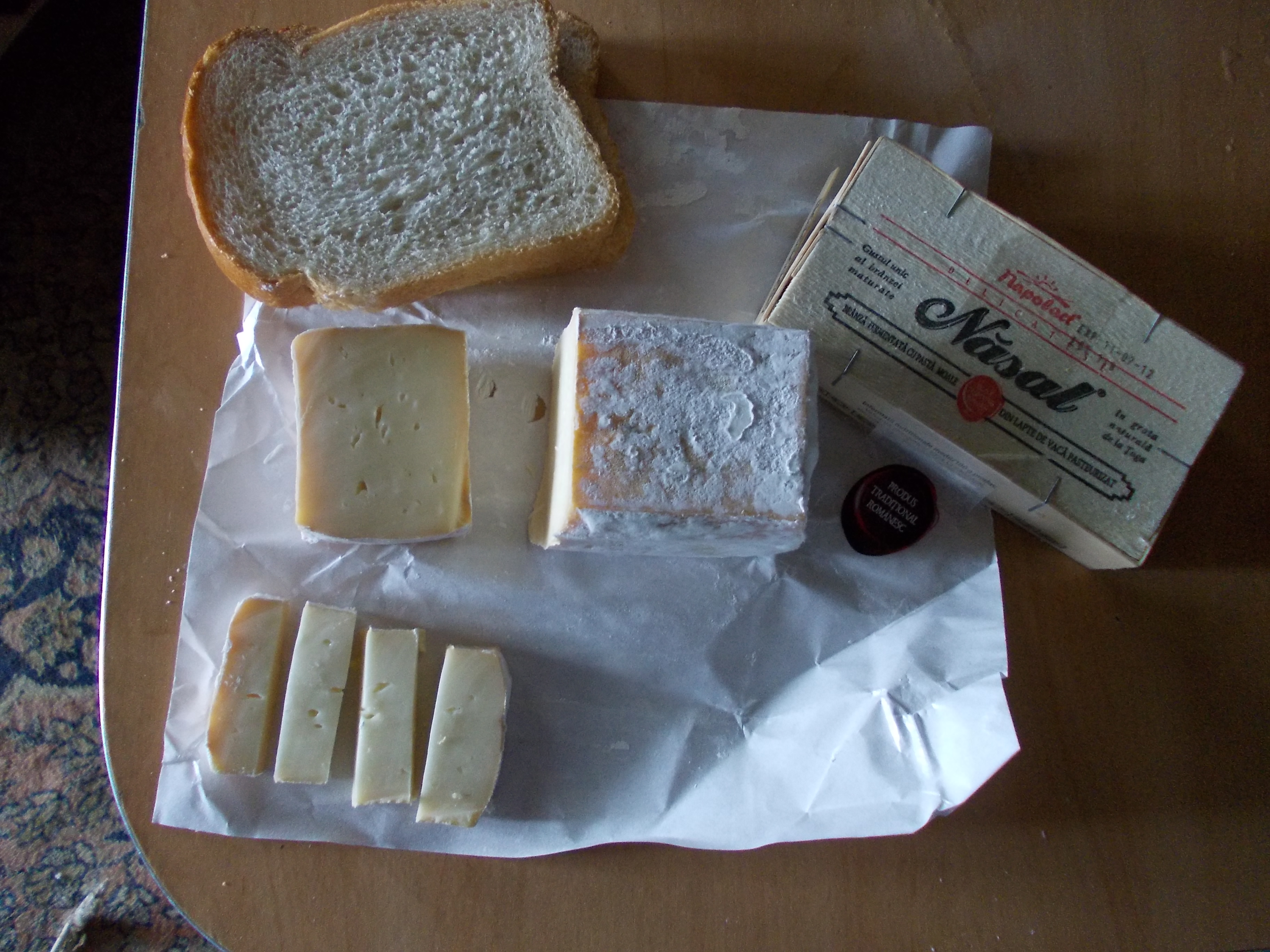
fromage Nasal